# Natação nos Jogos Olímpicos de Verão de 1900 - 4000 m livre masculino
A competição dos 4000 m livre masculino nos Jogos Olímpicos de Verão de 1900 foi uma das sete provas da natação desta edição dos Jogos. A competição contou com 29 nadadores, tendo sua semifinal disputada no dia 15 de agosto, e afinal em 19 de agosto.

## Medalhistas
| Ouro   | GBR John Arthur Jarvis |
| Prata  | HUN Zoltán Halmay      |
| Bronze | FRA Louis Martin       |

## Resultados

### Semifinais

#### Semifinal 1
| Pos. | Atleta                 | Tempo     | Notas |
| ---- | ---------------------- | --------- | ----- |
| 1    | GBR John Arthur Jarvis | 1:01:48.4 | Q     |
| 2    | GBR Thomas Burgess     | 1:15:04.8 | q     |
| 3    | FRA Louis Martin       | 1:22:29.6 | q     |
| 4    | AUT Anderlé            | 1:26:25.6 | q     |
| 5    | FRA Lagarde            | 1:38:31.8 |       |
| 6    | FRA de Romand          | 1:50:36.4 |       |
| 7    | FRA Fumouze            | 2:02:27.0 |       |
| —    | BEL Hermand            | DNF       |       |
| —    | FRA Jean Leuillieux    | DNF       |       |

#### Semifinal 2
| Pos. | Atleta            | Tempo     | Notas |
| ---- | ----------------- | --------- | ----- |
| 1    | HUN Zoltán Halmay | 1:11:33.4 | Q     |
| 2    | NED Eduard Meijer | 1:17:55.4 | q     |
| 3    | GBR William Henry | 1:22:58.4 | q     |
| 4    | FRA Texier        | 1:31:02.8 |       |
| 5    | FRA Kobierski     | 1:37:10.4 |       |
| 6    | FRA Lué           | 1:46:40.4 |       |
| —    | FRA L. Baudoin    | DNF       |       |
| —    | FRA Gallais       | DNF       |       |
| —    | FRA Landrich      | DNF       |       |

#### Semifinal 3
| Pos. | Atleta             | Tempo     | Notas |
| ---- | ------------------ | --------- | ----- |
| 1    | ITA Fabio Magnoni  | 1:25:16.6 | Q     |
| 2    | FRA E. Martin      | 1:28:32.6 | q     |
| 3    | FRA Louis Laufray  | 1:35:03.2 |       |
| 4    | FRA Mortier        | 1:40:16.8 |       |
| —    | FRA Jules Clévenot | DNF       |       |
| —    | FRA Gellé          | DNF       |       |
| —    | FRA Heyberger      | DNF       |       |
| —    | GBR E. T. Jones    | DNF       |       |
| —    | FRA Loppé          | DNF       |       |
| —    | FRA Regnault       | DNF       |       |
| —    | FRA Vallée         | DNF       |       |

### Final
| Pos.              | Atleta                 | Tempo     |
| ----------------- | ---------------------- | --------- |
| Medalha de ouro   | GBR John Arthur Jarvis | 58:24.0   |
| Medalha de prata  | HUN Zoltán Halmay      | 1:08:55.4 |
| Medalha de bronze | FRA Louis Martin       | 1:13:08.4 |
| 4                 | GBR Thomas Burgess     | 1:15:07.6 |
| 5                 | NED Eduard Meijer      | 1:16:37.2 |
| 6                 | ITA Fabio Magnoni      | 1:18:25.4 |
| 7                 | FRA E. Martin          | 1:26:32.2 |
| —                 | AUT Anderlé            | DNF       |
| —                 | GBR William Henry      | DNF       |

Legenda
| Recorde mundial      | Recorde mundial (World record)               |                       | Recorde africano                      | Recorde africano (African) |                                           | Q | Classificado por posição (Qualified) |
| Recorde olímpico     | Recorde olímpico (Olympic record)            | Recorde da América    | Recorde da América (Americas)         | q                          | Classificado por melhor tempo (Qualified) |   |                                      |
| Melhor marca do ano  | Melhor marca do ano (World leading)          | Recorde asiático      | Recorde asiático (Asian)              | DNS                        | Não largou (Did not start)                |   |                                      |
| Recorde nacional     | Recorde nacional (National record)           | Recorde europeu       | Recorde europeu (European)            | DNF                        | Não terminou (Did not finish)             |   |                                      |
| Recorde pessoal      | Recorde pessoal do atleta (Personal best)    | Recorde da Oceania    | Recorde da Oceania (Oceania)          | DSQ / DQ                   | Desclassificado (Disqualified)            |   |                                      |
| Recorde da temporada | Recorde da temporada do atleta (Season best) | Recorde sul-americano | Recorde sul-americano (South America) | NM                         | Sem marca (No mark)                       |   |                                      |